# Izaak Bernsztajn
Izaak Bernsztajn lub też Icek Bernsztajn, Icchak  (Bernsztein, Bernstein, Bornsztajn, Borensztajn) (ur. 13 listopada 1899 w Płocku, zm. 1942) – polsko-żydowski prawnik, nauczyciel, publicysta, dziennikarz i krytyk literacki, autor esejów i poematów zachowanych w podziemnym Archiwum Getta Warszawskiego. 

## Życiorys
Pochodził w Płocka, gdzie urodził się w domu przy ul. Kwiatka 15 jako syn Tobiasza i Sury. W 1918 roku wstąpił do siódmej klasy Gimnazjum Filologicznego Męskiego Towarzystwa Szkolnego w Turku. Świadectwo dojrzałości uzyskał w czerwcu 1920. Ukończył Wydział Prawa i Nauk Politycznych Uniwersytetu Warszawskiego. 
Pracował jako nauczyciel religii w szkole żydowskiej w Płocku.
Podczas okupacji niemieckiej w trakcie II wojny światowej, przebywał w getcie warszawskim, gdzie współpracował z Emanuelem Ringelblumem. W archiwum grupy Oneg Szabat, zachowały się jego eseje pt. Warszawa – 1941 r. oraz Kelsmski Kaznodzieja. Jego prace sygnowane były pseudonimem „Ber”. 
W getcie wygłaszał prelekcje w kuchni dziennikarskiej przy ul. Leszno 14.
Zginął wraz z rodziną w getcie, w bliżej nieznanych okolicznościach.